# Axel Rodrigues de Arruda
Axel Rodrigues de Arruda, besser bekannt als Axel, (* 9. Januar 1970 in Santos) ist ein ehemaliger brasilianischer Fußballspieler.

## Karriere

### FC Santos (1989–1993)
Axel begann seine Karriere im Jahre 1989 in seiner Geburtsstadt beim FC Santos, bei welchem er in seiner Debütsaison in fünf Ligaspielen zum Einsatz kam, vorerst jedoch ohne Torerfolg. Im folgenden Jahr bestritt 19 Ligaspiele, in denen er zweimal ins Tor treffen konnte. Nachdem Axel im Jahr 1991 elf Ligaspiele absolvierte (kein Tor), traf er in der Saison 1992 sowie in der für ihn letzten Spielzeit beim FC Santos ein Jahr später jeweils einmal (1992:19 Einsätze / 1993:13 Einsätze). 1994 folgte der Wechsel in Richtung des FC São Paulo.

### FC São Paulo (1994–1997)
Nach fünf Jahren in Santos unterschrieb er einen Vertrag beim FC São Paulo, wo er bis zum Jahr 1997 spielte. In seinem ersten Jahr bei den Tricolors bestritt er 14 Ligaspiele, in denen er zwei Tore erzielen konnte. Genaue Einsatzzahlen zu allen Spielzeiten sind nicht bekannt, aber in den vier Jahren stand Axel mindestens 29-mal für São Paulo auf dem Platz und schoss zwei Tore. 1997/98 wagte er den Sprung nach Europa und zwar zum spanischen Verein FC Sevilla.

### Restliche Karriere (1997–2010)
Während seiner Zeit in Sevilla kam Axel relativ häufig zum Einsatz (24 Spiele/1 Tor), allerdings schon am Saisonende kehrte er in seine Heimat Brasilien zurück und unterschrieb einen Vertrag beim EC Bahia. Auch dort hielt es ihn nicht lange, im Jahr 1999 wechselte er zu Atlético Mineiro, wo er bis zum Ende der Saison 15 Ligaeinsätze vorzuweisen hatte. Ein Jahr später hatte er ein kurzes Intermezzo von fünf Ligaspielen bei seinem alten Klub FC São Paulo. Nachdem er in den Jahren 2001 und 2002 zu Spielerkader von Sport Recife zählte und sich 2003 beim Botafogo FC (SP) aus Santos versuchte, wechselte Axel nochmals ins Ausland nach Japan zu Cerezo Osaka. Nach 15 Ligapartien in Fernost war auch dieses Kapitel beendet, er kehrte nach Südamerika zurück und spielte 2004 bzw. 2005 für die Vereine Paraná Clube (31 Spiele/3 Tore) und Figueirense FC (14 Spiele/kein Tor). 
Von 2006 bis 2010 spielte Axel für die unterklassigen Vereine AA Portuguesa (SP), EC Pelotas, AE Santacruzense, Jabaquara AC und den Camboriú FC. Nach Vertragsablauf im Jahr 2010 bei letzterem Verein beendete er seine aktive Karriere.

### Nationalmannschaft
1992 bestritt er ein Länderspiel für die brasilianische Fußballnationalmannschaft, welches torlos blieb.